# 1969 في المغرب
فيما يلي قوائم الأحداث التي وقعت خلال عام 1969 في المغرب.

## سياسة

### تعيين في المنصب
- 6 أكتوبر – أحمد العراقي رئيس حكومة المغرب.

### انتهاء فترة المنصب
- 6 أكتوبر – محمد بنهيمة رئيس حكومة المغرب.

## ظهور
- 1 يناير – إزنزارن

## مواليد

### يناير
- 1 يناير – توفيق بوعشرين صحفي مغربي.
- 1 يناير – فاطمة المهدي
- 1 يناير – محمد كغاط
- 1 يناير – مولاي يوسف العلوي ابن عم ملك المغرب محمد السادس ومستشاره في كنفس الوقت..
- 5 يناير – محمد أوزين سياسي مغربي.
- 6 يناير – سمية البوغافرية قاصة وروائية مغربية.

### مايو
- 27 مايو – ناصر بوريطة
- 28 مايو – مورييل باربيري كاتبة فرنسية.

### أغسطس
- 7 أغسطس – خالد بولامي

### سبتمبر
- 18 سبتمبر – نزهة بدوان منافِسة أوليمبية مغربية.
- 22 سبتمبر – خالد رغيب لاعب كرة قدم مغربي.

### أكتوبر
- 11 أكتوبر – مريم شديد
- 19 أكتوبر – جميلة المصلي
- 24 أكتوبر – الحسين عموتة

### ديسمبر
- 20 ديسمبر – زهرة وعزيز عداءة مسافات طويلة مغربية.
- 31 ديسمبر – لحسن أبرامي لاعب كرة قدم مغربي.

## وفيات
- زلزال البرتغال 1969

### نوفمبر
- 21 نوفمبر – موتيسه الثاني من بوغندا (مواليد 1924) سياسي أوغندي.